# Arachova
Arachova, řecky Αράχωβα, je město v Řecku, v kraji západní Boiótie, blízko kraje Fokida. Žije zde kolem 4 000 lidí. Je to tradiční řecká vesnice s tradiční kamennou pevninskou řeckou architekturou. Je to i turistické centrum, kvůli architektuře, tradičním rodinným tavernám a známým řeckým lyžařským centrem.

## Geografie
Arachova se nachází u pohoří Parnassos (Gkionas) a u řeky Pleistos (Xeropotamos), 12 kilometrů od města Delfy, blízko města Amfissa.

## Historie
Území města bylo obývané již od předřecké doby, je zde doloženo neolitické sídliště a oblast byla osídlena i v mykénské době. Homér uvádí, že na místě dnešního města existovalo město Anemoreia. V antice bylo osídleno dórskými Řeky. Byla zde města Anemoria a nedaleké Kyparissos, součást kraje Fókis.
V období Byzantské říše zde bylo malé město Panias s kostelem. V 7.–9. stol. zde sídlili Slované, kteří později splynuli s Řeky. 

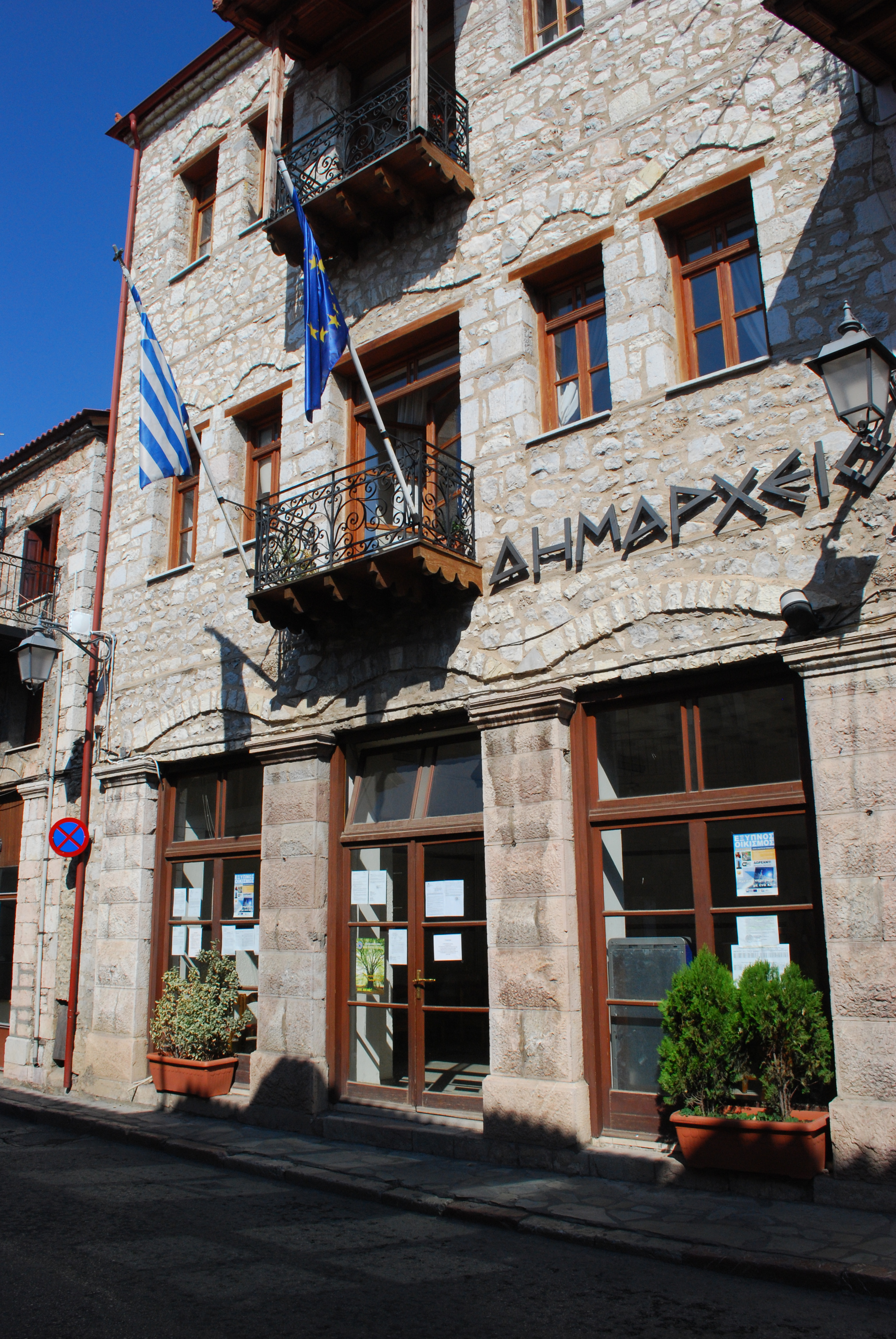
Radnice

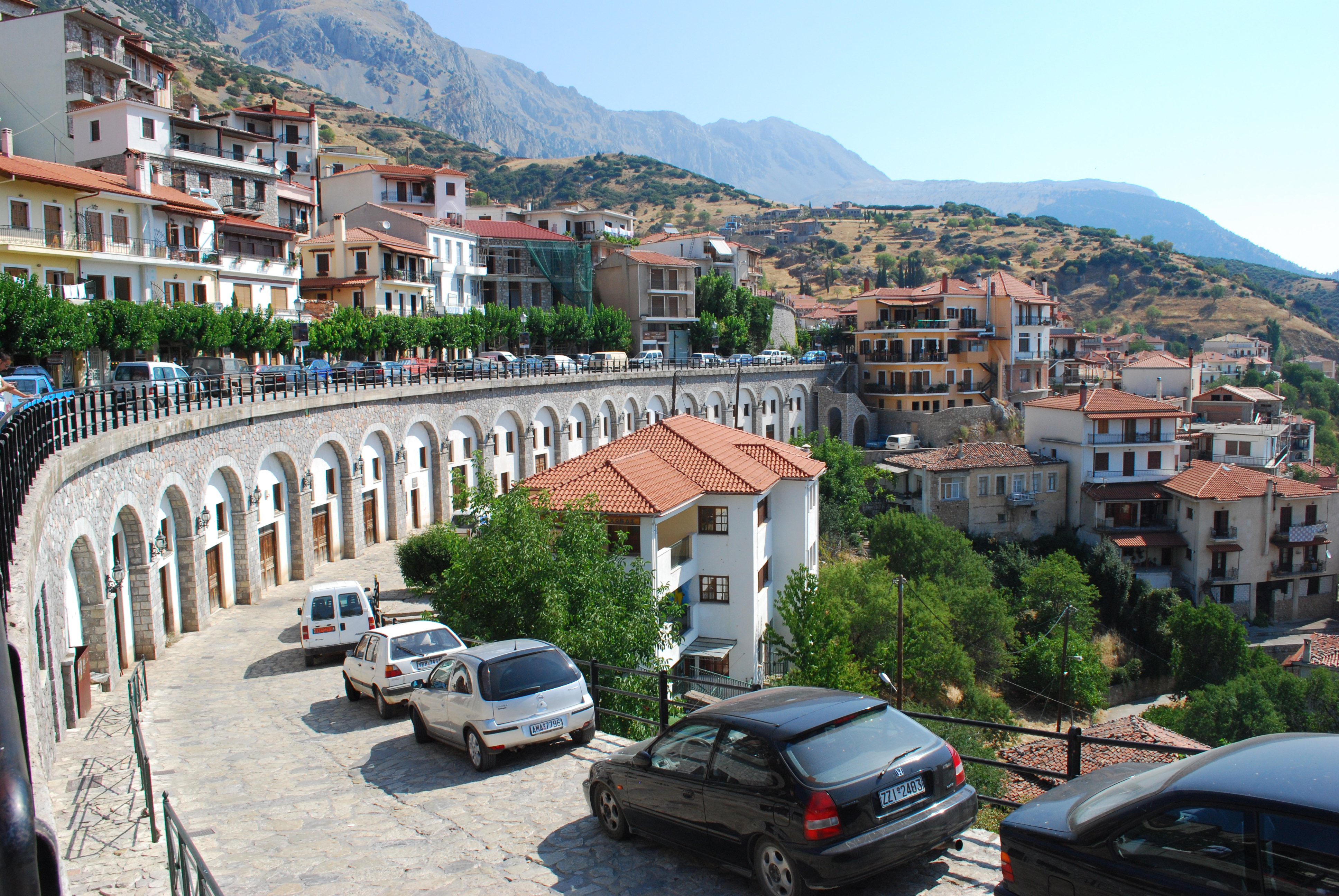
Promenáda v Arachové

Město Arachova však vzniklo až ve 13. století během nadvlády evropských feudálů, kdy se spojily místní menší obce pod jménem Petriti. Teprve během nadvlády osmanských Turků bylo přijato jméno Arachova. Původ jména Arachova může být slovanského původu, od slova Arach(ořech), nebo řeckého původu od slova Rachi (vrch), protože město je postavené na vrchu. Podle některých informací bylo město v 19. století známé jako Rachova (Rachi = vrch), zda Rachotopos (horské místo). Je pravděpodobnější, že jméno je řecké, protože se vžilo až v období osmanské nadvlády, kdy zde již Slované staletí nežili. Ale v Řecku existují další vesnice nesoucí slovanské toponymum Arachova, např. Lakónska Arachova.
Během Řecké války za nezávislost zde od 18. do 22. listopadu 1826 Řekové svedli vítěznou bitvu u Arachny: pod vedením generála Georgia Karaiskakise porazili tureckou armádu Mustafy beje. Z dvou- a půltisícového tureckého vojska padlo 1700 vojáků, 40 bylo sťato a Karaiskakis dal pro výstrahu postavit věž z jejich hlav, s hlavou Mustafy beje na vrcholu.

## Současnost

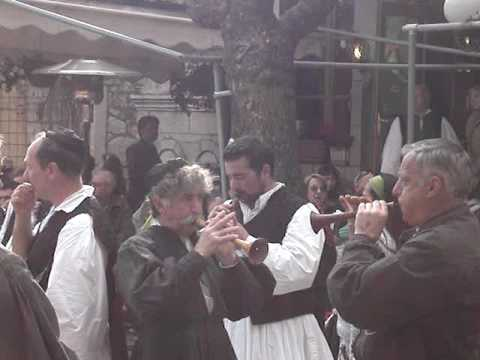
Lidová slavnost Sv. Jiří

- Město je známé svým zimním střediskem, na svazích hory Bergos byl vybudován lyžařský areál, jedno z nejznámějších zimních center Řecka.
- Patronem města je Svatý Jiří (Agios Georgios), na jehož počest se zde každoročně koná třídenní slavnost svatého Jiří, známá po celém Řecku. Její původ může být i předkřesťanský. Taneční a pěvecká vystoupení i gastronomické speciality lákají množství turistů z Řecka i ze zahraničí. O této slavnosti existuje i lidová píseň Na'imun stin Arachova na do to panyjiri (Kdybych byl v Arachové a viděl slavnost).
- K typickým regionálním specialitám patří olivy, místní sýr formaella a pálenka tsipouro.

Tradiční novořeckou venkovskou kulturu a architekturu vyhledávají zahraniční turisté, zejména návštěvníci sousedního starověkého města Delfy. Nevýhodou letních pobytů je, že městečko nemá přímý přístup k moři.

## Památky

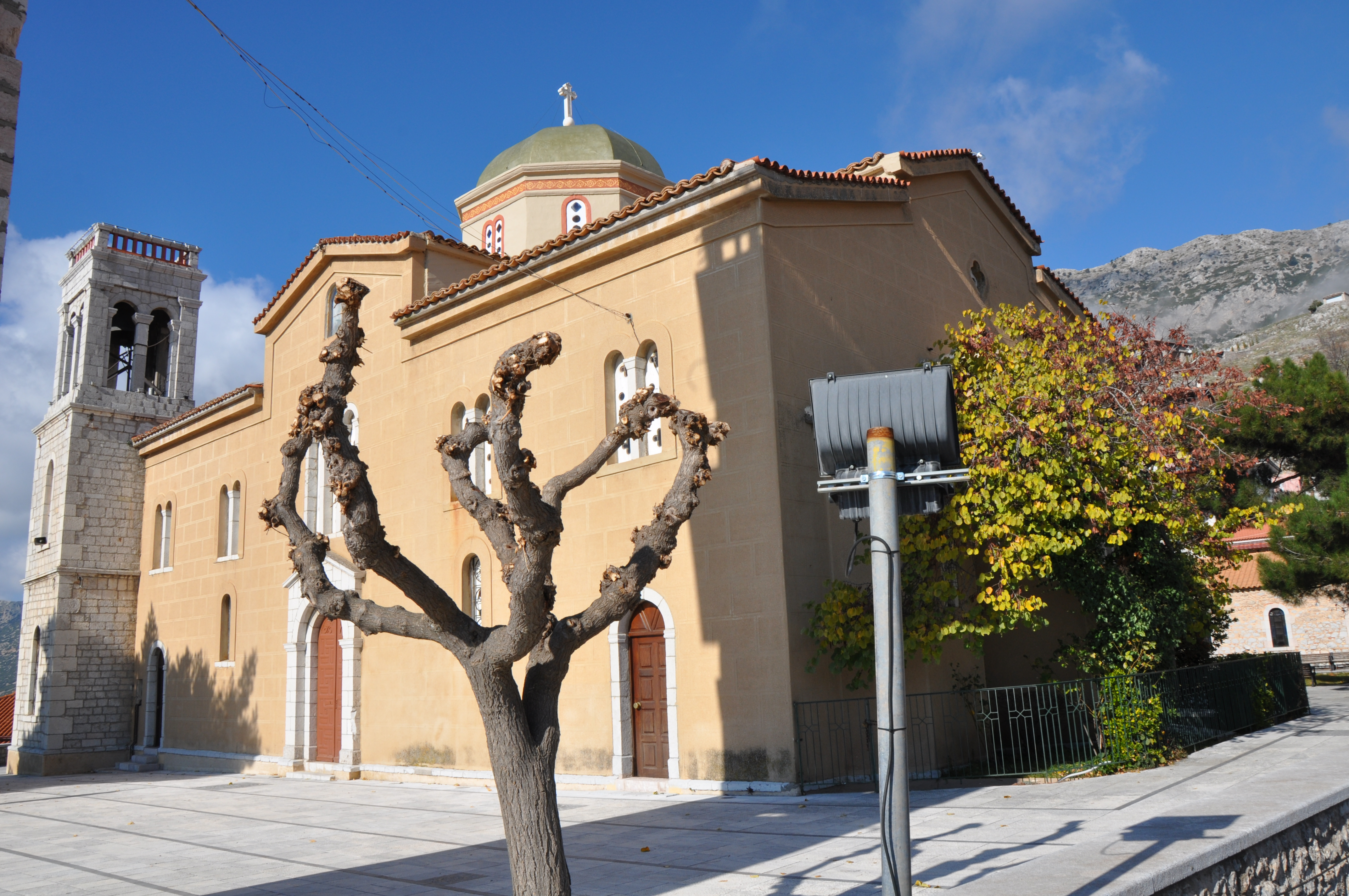
Chrám sv. Jiří

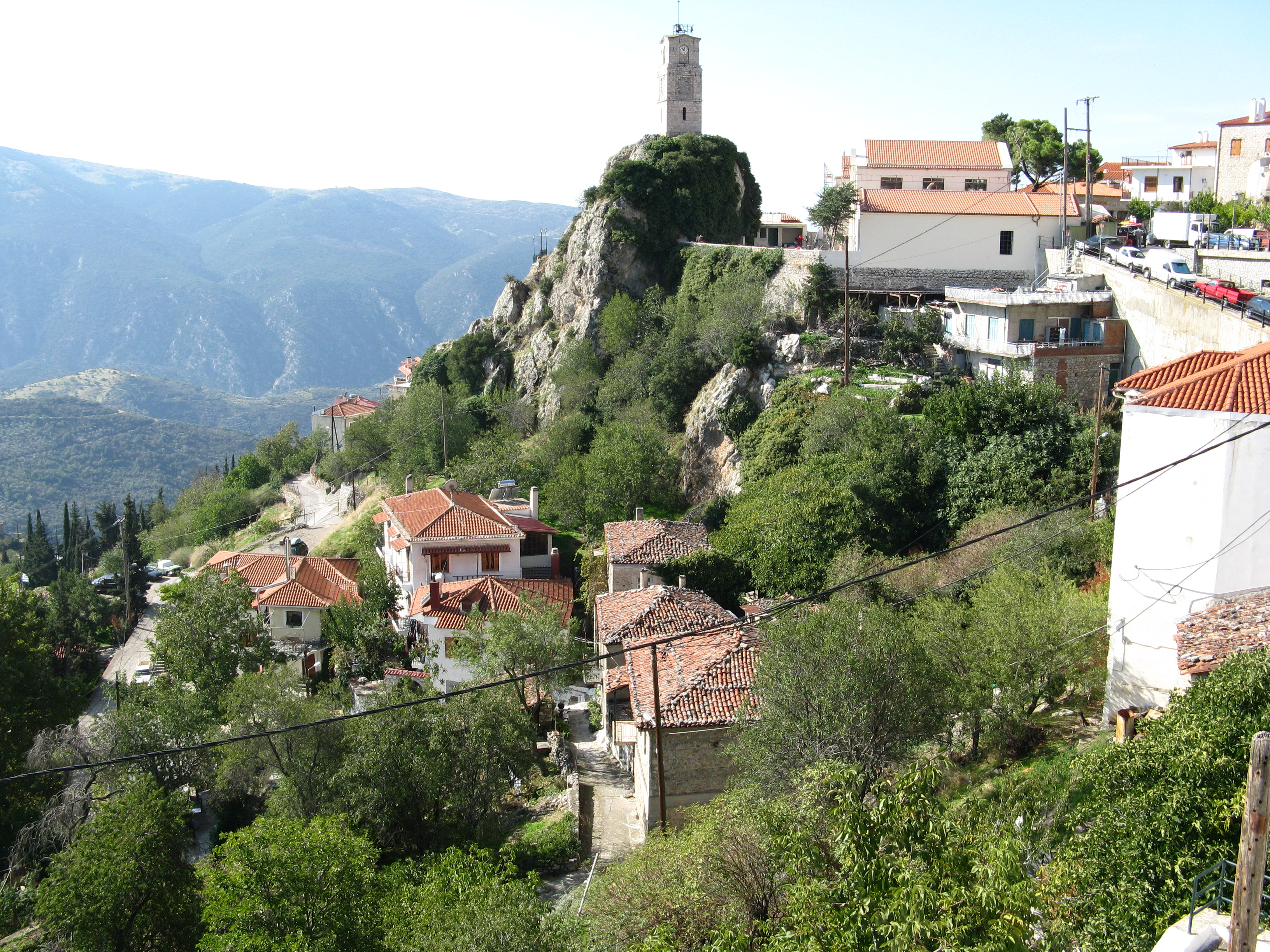
Hodinová věž

- Chrám sv.Jiří - trojlodní bazilika s kupolí v křížení - chrám řecké ortodoxní církve, založený roku 1676, zcela přestavěný v roce 1883, uvnitř soudobé fresky, na nádvoří kaple sv. Spiridona, dělo je památkou z osvobozeneckého boje;
- Hodinová věž z 2. poloviny 19. století, na místě starší strážnice
- Řecké kamenné domy - tradiční lidová architektura
- Pomník řeckému hrdinovi Georgiu Karaiskakisovi.

## Osobnosti
- Chrysanthos Notaras (1655 nebo 1660 Arachova–1731), řecký ortodoxní patriarcha Jeruzaléma, matematik a kartograf

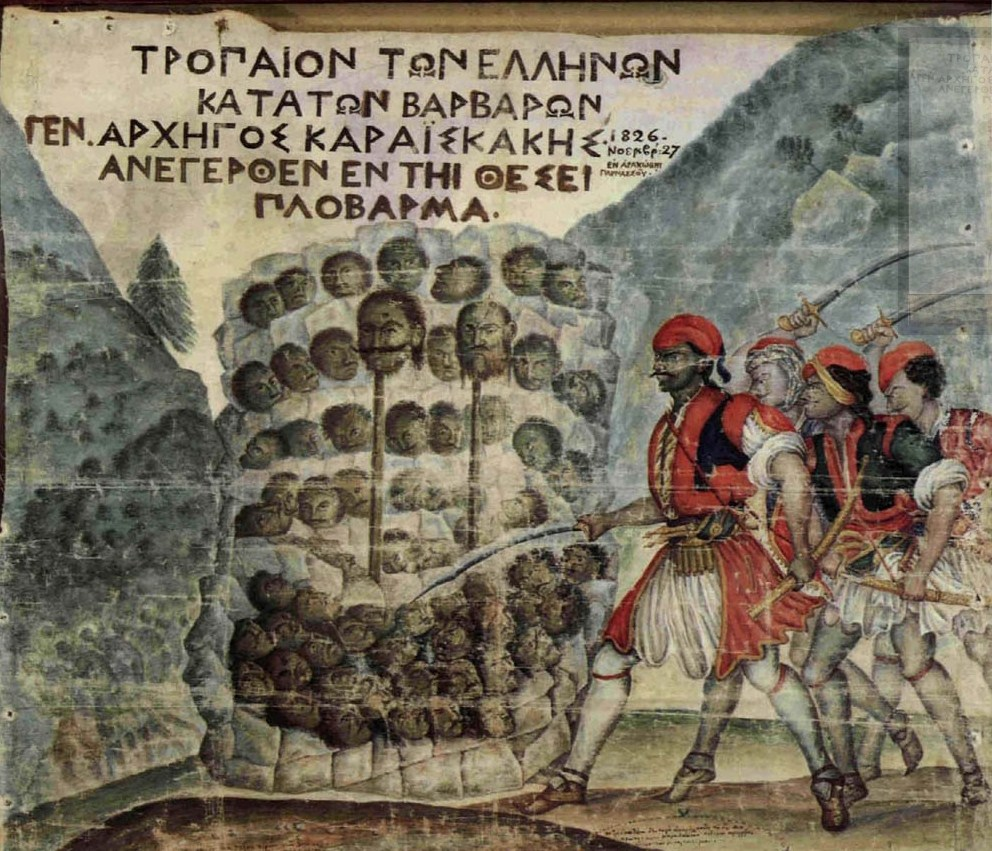
Karaiskakis a jeho věž z hlav tureckých vojáků v Arachové

- Georgios Karaiskakis (1782-1827)- řecký generál, velitel osvobozenecké jednotky
- Slavní návštěvníci: Aristoteles Onassis a Jacqueline Kennedyová Onassisová, Maria Callas.